# ガブリエル・エナケ
ガブリエル・ニコラエ・エナケ（Gabriel Nicolae Enache, 1990年8月18日 - ）は、ルーマニア・ミオヴェニ町コリバシ出身の元同国代表サッカー選手。現役時代のポジションはDF、MF（右サイドバック、右サイドハーフ）。

## クラブ歴
2012年7月、CSミオヴェニからAFCアストラ・ジュルジュに移籍した。
UEFAヨーロッパリーグ 2013-14・予選1回戦のNKドムジャレ戦でUEFAヨーロッパリーグに初出場、UEFAヨーロッパリーグ 2014-15・予選3回戦のFCスロヴァン・リベレツ戦で初ゴールを記録した。
2016年2月22日、FCステアウア・ブカレストと5年契約を交わしたことが発表された。
2018年2月28日、ロシアのFCルビン・カザンに移籍した。
2019年9月19日、2年契約でアストラに復帰する。翌年2月28日にクラブとの契約を解除し、カザフスタンのFCキジルジャルへ加入した。
9月2日にキジルジャルを退団し、同月24日から1年契約で再びFCSBでプレー。同年末にクラブとの契約を解除すると、2021年3月8日にFCジェティスへ加入しカザフスタンに復帰した。

## 代表歴
2014年9月7日、EURO2016予選・ギリシャ戦でルーマニア代表デビューを果たした。

## 個人成績
| 国際大会個人成績 | 国際大会個人成績 | 国際大会個人成績 | 国際大会個人成績 | 国際大会個人成績 | 国際大会個人成績 | 国際大会個人成績 |
| 年度             | クラブ           | 背番号           | 出場             | 得点             | 出場             | 得点             |
| UEFA             | UEFA             | UEFA             | UEFA EL          | UEFA EL          | UEFA CL          | UEFA CL          |
| ---------------- | ---------------- | ---------------- | ---------------- | ---------------- | ---------------- | ---------------- |
| 2013-14          | アストラ         | 9                | 8                | 0                | -                | -                |
| 2014-15          | アストラ         | 9                |                  |                  | -                | -                |
| 通算             | UEFA             | UEFA             | 8                | 0                | -                | -                |

## タイトル
アストラ
- リーガ1 : 2015-16
- クパ・ロムニエイ : 2013-14
- スーペルクパ・ロムニエイ : 2014

ステアウア・ブカレスト
- クパ・リギー : 2015-16